# Supersonic Low Altitude Missile
Ne doit pas être confondu avec AGM-84E Standoff Land Attack Missile.
Le Supersonic Low Altitude Missile (SLAM) est un projet abandonné de missile de croisière à propulsion nucléaire de l'United States Air Force. Même si le missile n'a jamais dépassé le stade de la conception initiale et des phases de test avant de devenir obsolète, il a présenté des innovations radicales dans le domaine des systèmes délivrant l'arme nucléaire.
Il ne faut pas le confondre avec le SLAM de l'United States Navy, l'AGM-84E SLAM (en), pour lequel SLAM signifie « Standoff Land Attack Missile ».

## Historique

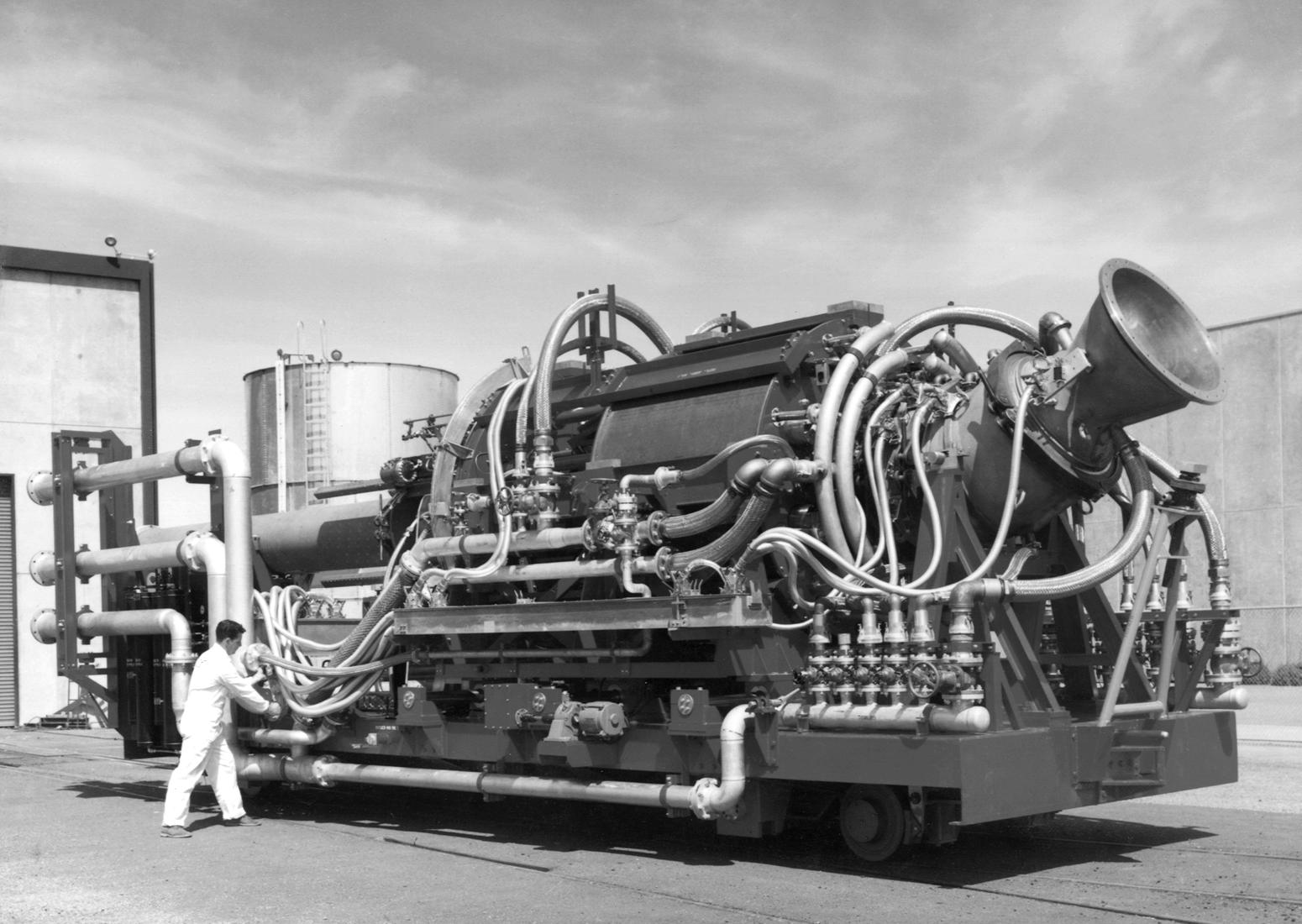
Le 14 mai 1961, au centre Pluton du site de tests du Nevada, le premier statoréacteur nucléaire du monde, le Tory II-A, est mis à feu pendant quelques secondes.

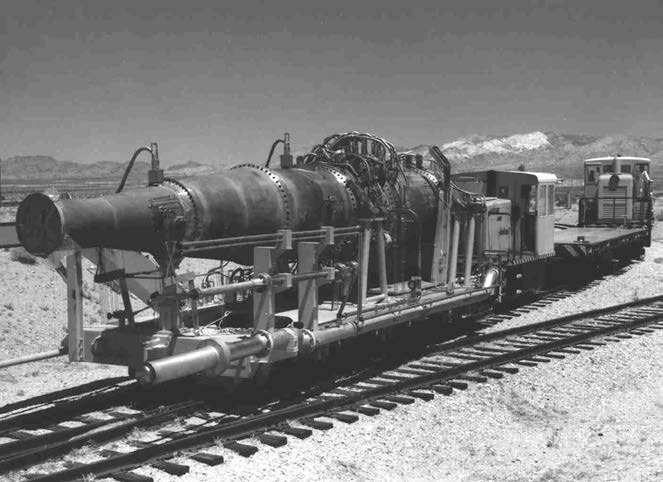
Le Tory II-C. En 1964, il a été mis en route pendant quelques minutes à pleine puissance.

Conçu vers 1955, le SLAM a été conçu dans le cadre de la doctrine de destruction mutuelle assurée, ainsi que pour pouvoir servir de système de remplacement ou de montée en puissance des systèmes du Strategic Air Command. En cas de guerre nucléaire, il était destiné à voler en dessous de la couverture radar ennemie à vitesse supersonique, afin de larguer des ogives thermonucléaires sur environ seize cibles.
La première innovation fut le moteur du missile (qui ressemblait plutôt à un petit avion), qui fut développé sous l'égide d'un projet séparé désigné « projet Pluton », d'après le dieu romain Pluton, aussi désigné « maître des Enfers ». Ce moteur était un statoréacteur qui employait la fission nucléaire pour surchauffer l'air entrant plutôt qu'un carburant chimique. Le projet permit la fabrication de deux prototypes effectifs de ce moteur, les Tory-IIA et Tory-IIC, qui furent testés avec succès dans le désert du Nevada. Des céramiques spéciales durent être conçues, afin de correspondre aux tolérances de poids et de température très strictes que nécessitait le réacteur du SLAM. Elles furent développées par la compagnie CoorsTek (en). Le réacteur, lui, fut conçu au Laboratoire national Lawrence-Berkeley.
L'emploi d'un statoréacteur nucléaire promettait de donner au missile une portée à basse altitude stupéfiante et sans précédent, estimée à environ 113 000 miles (182 000 km), soit quatre fois et demie la circonférence de la Terre au niveau de l'équateur. Le moteur agissait également comme arme secondaire du missile : les radiations et émissions de neutrons directes émises par le réacteur, dépourvu de blindage, rendraient malades, blesseraient ou tueraient toutes formes de vies croisées en chemin. Le flot de retombées radioactives dispersé dans son sillage empoisonnerait le territoire ennemi, et son site d'impact, sélectionné de façon stratégique, recevrait une dose importante de contamination radioactive. De plus, les ondes de choc produites sur son passage endommageraient les installations au sol.
Un autre aspect révolutionnaire du SLAM était son recours à l'automatisation. Il aurait dû effectuer la mission d'un bombardier à long rayon d'action mais aurait été totalement autonome, recevant des consignes par radio jusqu'à son point de non-retour, à partir duquel il aurait fait appel à un système TERCOM pour naviguer vers des cibles pré-programmées. Même si aucun prototype du missile ne fut construit, le SLAM devait être un avion sans ailes guidé par des dérives à l'arrière du fuselage. Excepté l'entrée d'air dynamique ventrale, il était très proche des concepts de missiles traditionnels. Sa vitesse estimée à 30 000 pieds était de Mach 4,2.
Le programme du SLAM fut abandonné le 1er juillet 1964 après avoir coûté 260 millions de dollars américains de l'époque (2 143 millions de dollars actuels) et employé un maximum de 350 personnes dans les laboratoires et une centaine sur le site d'essai. À cette période, de sérieuses questions furent posées, concernant la viabilité du programme, en particulier sur le fait de devoir tester en vol un engin qui émettrait de copieuses quantités de rejets radioactifs sur son passage, en raison de son réacteur non blindé, mais également concernant son coût et son efficacité réels. Les missiles balistiques intercontinentaux promettaient alors une délivrance à la cible bien plus fiable et rapide, et leur vitesse et leur trajectoire les rendaient virtuellement impossibles à arrêter (le PGM-17 Thor volait à environ Mach 12). Le SLAM fut également rattrapé par les avancées technologiques des radars terrestres de défense antiaérienne, qui menaçaient alors de rendre son stratagème de vol à basse altitude totalement inefficace et inutile.

## Caractéristiques des réacteurs
Le réacteur avait un diamètre extérieur de 1 454 mm et une longueur de 1 631,7 mm. Son cœur avait un diamètre de 1 199,9 mm pour une longueur de 1 287,8 mm. La masse critique d'uranium était de 59,9 kg et la densité de puissance volumique du réacteur était de 283,17 kW/m3, avec une puissance totale de 600 MW.
Les éléments du combustible nucléaire étaient constitués de céramique réfractaire, basée sur de l'oxyde de béryllium, associée à du dioxyde d'uranium enrichi comme carburant et une faible quantité de dioxyde de zirconium pour la stabilité structurelle. Les éléments combustibles étaient des tubes hexagonaux creux d'environ 10,2 cm de long pour un diamètre interne de 5,77 mm et séparés de 7,62 mm entre leurs plans extérieurs parallèles. Ils étaient fabriqués par extrusion à haute pression puis frittage jusqu'à la densité théorique voulue. Le cœur était constitué de 465 000 éléments individuels empilés pour former 27 000 canaux de passage d'air. Cette conception à éléments non attachés permettait de réduire les problèmes concernant les contraintes de température. Ces éléments étaient conçus pour une température de fonctionnement moyenne de 1 277 °C, seulement 150 °C inférieure à la température d'auto-inflammation des plaques de structure du réacteur. Le flux neutronique avait été calculé pour être de 9×1017 n·cm-2·s-1 vers l'arrière et 7×1014 n·cm-2·s-1 dans le nez du missile. Le niveau de rayonnement gamma était particulièrement élevé en raison de l'absence de blindage autour du moteur. Un blindage dut tout de même être conçu pour protéger l'électronique de bord du missile.
Les réacteurs furent testés avec succès à Jackass Flats, sur le site d'essais du Nevada. Le Tory II-A, la version à échelle réduite, fut testé à la mi-1961 et fonctionna avec succès pendant plusieurs secondes le 14 mai 1961. La version à taille réelle, le Tory II-C, fut mise en route pendant presque cinq minutes à pleine puissance. Le dernier test, limité par la quantité d'air disponible dans le bâtiment de stockage, dura 292 secondes. L'air amené au réacteur avait été préchauffé à 506,1 °C et comprimé à 21,8 bar, afin de simuler les conditions de vol réelles qu'aurait pu rencontrer le statoréacteur.